# Arturo Mora
Arturo Mora Ortiz (* 24. März 1987 in Fuente el Fresno) ist ein spanischer Radrennfahrer.
Arturo Mora wurde 2003 spanischer Meister im Straßenrennen der Jugendklasse. Im Jahr 2005 gewann er den nationalen Meistertitel in der Juniorenklasse. In den Jahren 2007 und 2008 gewann er jeweils eine Etappe bei der Vuelta a Palencia und konnte beide Male auch die Gesamtwertung für sich entscheiden. 2009 gewann er eine Etappe bei der Galicien-Rundfahrt und den Memorial Rodríguez Inguanzo. 2010 und 2011 fuhr Mora für das spanische Continental Team Caja Rural. In seinem ersten Jahr dort gewann er eine Etappe bei der Vuelta Ciclista a León.

## Erfolge
2005
- Spanischer Meister – Straßenrennen (Junioren)

2010
- eine Etappe Vuelta Ciclista a León

## Teams
- 2010 Caja Rural
- 2011 Caja Rural